# Hamburg Freezers
Les Hamburg Freezers (littéralement en français, les congélateurs de Hambourg) sont un club professionnel allemand de hockey sur glace basé à Hambourg. Le club jouait ses matchs dans la patinoire O2 World jusqu'à sa disparition, en 2016.

## Historique
L'équipe est créée en 2002 en tant que successeur de l'équipe München Barons.
En 2004, l'équipe finit quatrième du classement et parvient aux demi-finales des séries éliminatoires du championnat.